# Burg Brunkenstein
Die Ruine der Burg Brunkenstein ist eine Vorburg von Schloss Dhaun in Hochstetten-Dhaun, Landkreis Bad Kreuznach in Rheinland-Pfalz.
Die Burg wurde während der „Dhauner Fehde“ (1337–1342) im Streit des Erzbischofs Balduin von Trier mit dem Wildgrafen Johann von Dhaun errichtet und 1411 wieder geschleift. Erhalten hat sich die Ruine des runden, heute gespaltenen Wohnturms oder Bergfrieds.